# آلو (درخت)
آلو، آلوی اروپایی، آلوزرد، آلوچه، گوجه (نام علمی: Prunus domestica) یک گونه از درختان زیرسردهٔ آلو و همچنین میوهٔ حاصل از این گونه درخت است.